# WTA South Carolina 1986
Il WTA South Carolina 1986 è stato un torneo di tennis giocato sulla terra rossa. È stata la 2ª edizione del torneo, che fa parte del Virginia Slims World Championship Series 1986. Si è giocato a Charleston negli USA dal 21 al 27 aprile 1986.

## Campionesse

### Singolare
Elise Burgin ha battuto in finale  Tine Scheuer-Larsen con il punteggio di 6–1, 6–3

### Doppio
Sandra Cecchini /  Sabrina Goleš hanno battuto in finale  Laura Gildemeister /  Marcela Skuherská con il punteggio di 4–6, 6–0, 6–3